# Tiro con arco en los Juegos Mundiales de 2022
El Tiro con arco en los Juegos Mundiales de 2022 es uno de los deportes que formaron parte de los Juegos Mundiales de 2022 celebrados en Birmingham, Alabama durante el mes de julio de 2022, y se llevó a cabo en Avondale Park Historic District.

## Participantes
- Australia (1)
- Austria (3)
- Bélgica (1)
- Canadá (1)
- Chile (1)
- Colombia (2)
- Croacia (2)
- República Checa (2)
- Dinamarca (2)
- El Salvador (2)
- Estonia (1)
- Finlandia (1)
- Francia (6)
- Alemania (6)
- Reino Unido (5)
- Hungría (1)
- India (4)
- Irlanda (1)
- Italia (4)
- Japón (1)
- Kazajistán (1)
- México (2)
- Países Bajos (4)
- Nueva Zelanda (3)
- Noruega (1)
- Polonia (1)
- Puerto Rico (1)
- Eslovaquia (2)
- Eslovenia (5)
- Sudáfrica (4)
- Corea del Sur (4)
- España (4)
- Suecia (6)
- Suiza (1)
- Estados Unidos (11)

## Resultados

### Masculino
| Evento    | Oro            | Plata                | Bronce              |
| --------- | -------------- | -------------------- | ------------------- |
| Compuesto | Miguel Becerra | Jean-Philippe Boulch | Christopher Perkins |
| Liso      | Erik Jonsson   | Leo Pettersson       | Ryan Davis          |
| Recurvo   | Florian Unruh  | Brady Ellison        | Marco Morello       |

### Femenino
| Evento    | Oro               | Plata           | Bronce         |
| --------- | ----------------- | --------------- | -------------- |
| Compuesto | Ella Gibson       | Sara López      | Paige Pearce   |
| Liso      | Cinzia Noziglia   | Christina Lyons | Lina Björklund |
| Recurvo   | Chiara Rebagliati | Bryony Pitman   | Elisa Tartler  |

### Mixto
| Evento    | Oro                                  | Plata                                         | Bronce                                     |
| --------- | ------------------------------------ | --------------------------------------------- | ------------------------------------------ |
| Compuesto | Colombia · Sara López · Daniel Muñoz | Países Bajos · Jody Beckers · Mike Schloesser | India Jyothi Surekha Vennam Abhishek Verma |

## Medallero
| Rank                | País                | Oro | Plata | Bronce | Total |
| ------------------- | ------------------- | --- | ----- | ------ | ----- |
| 1                   | Italia              | 2   | 0     | 1      | 3     |
| 2                   | Suecia              | 1   | 1     | 1      | 3     |
| 3                   | Colombia            | 1   | 1     | 0      | 2     |
| 3                   | Reino Unido         | 1   | 1     | 0      | 2     |
| 5                   | Alemania            | 1   | 0     | 1      | 2     |
| 6                   | México              | 1   | 0     | 0      | 1     |
| 7                   | Estados Unidos      | 0   | 2     | 2      | 4     |
| 8                   | Francia             | 0   | 1     | 0      | 1     |
| 8                   | Países Bajos        | 0   | 1     | 0      | 1     |
| 10                  | Canadá              | 0   | 0     | 1      | 1     |
| 10                  | India               | 0   | 0     | 1      | 1     |
| Totales (11 países) | Totales (11 países) | 7   | 7     | 7      | 21    |